# قرن مالك (المحويت)

تعديل مصدري - تعديل

قرن مالك هي إحدى قرى عزلة الوسط بمديرية المحويت التابعة لمحافظة المحويت، بلغ تعداد سكانها 389 نسمة حسب تعداد اليمن لعام 2004.